# سويل مويستشر آند أوشن سالينتي
سموس (بالإنجليزية SMOS = Soil Moisture and Ocean Salinity ويعني رطوبة التربة وملوحة المحيطات) هو قمر صناعي تم إطلاقه بتاريخ 2 نوفمبر 2009، ويشكل جزءا من برنامج حماية الأرض التابع لوكالة الفضاء الأوروبية، ويهدف إلى مراقبة الأرض وتوفير رؤى جديدة لدورة المياه والمناخ في الأرض، وبالإضافة إلى ذلك، توفير تحسين التنبؤ بالطقس ورصد تراكم الثلوج والجليد 

## التاريخ
اقتُرح المشروع في نوفمبر 1998؛ وفي عام 2004، اجتاز المشروع مرحلة " C / D " التابعة لوكالة الفضاء الأوروبية، وبعد عدة تأخيرات، أطلق في 2 نوفمبر 2009 من مطار بليسيتسك [الإنجليزية] على صاروخ روكوت.
تم استلام أول بيانات من ميراس [الإنجليزية] في 20 نوفمبر 2009  تبلغ تكلفة برنامج الرصد والتقييم حوالي 315 مليون يورو (465 مليون دولار،
280 مليون جنيه استرليني)، ويقودها وكالة الفضائية الأوربية ولكن مع مساهمة كبيرة من المصالح الفرنسية والإسبانية.
هذا القمر الصناعي هو جزء من برنامج «مستكشفو الأرض» التابع لوكالة الفضاء الأوروبية، ويتضمن ثمان مركبات فضائية ستقدم ابتكارات علمية في الحصول على بيانات عن القضايا ذات الأهمية البيئية الملحة، الأول أطلقت في المدار - بعثة تدعى بمستكشف الحالة المستقرة لدورة المحيطات والجاذبية الأرضية، الذي يقوم برسم الخرائط باختلافاته في قوة شد الجاذبية عبر سطح الأرض.
سموس هو المستكشف الثاني للإطلاق كما أطلقت مركبة فضائية ثالثة، تعرف باسم كريوسات 2 [الإنجليزية] (أول محطة كريوسات [الإنجليزية] فشلت في الإطلاق) وذلك في 8 أبريل 2010 وستقيم كريوسات حالة الغطاء الجليدي في العالم.

## الإطلاق
أُطلق القمر الصناعي في 2 نوفمبر 2009 (الساعة 04:50 بتوقيت محلي (01:50 بتوقيت جرينتش)) إلى مدار دائري تقريبي يبلغ ارتفاعه 763 كم على متن صاروخ "روكوت"، وهو صاروخ باليستي استراتيجي روسي من طراز إس إس-19، أطلق من منصة إطلاق إس إس-19 المتجاوزة الخدمة في قاعدة بليسيتسك كوسمودروم في شمال روسيا. أُطلق القمر الصناعي SMOS بالتزامن مع قمر الاختبار التكنولوجي "بروبا-2".

## العلوم

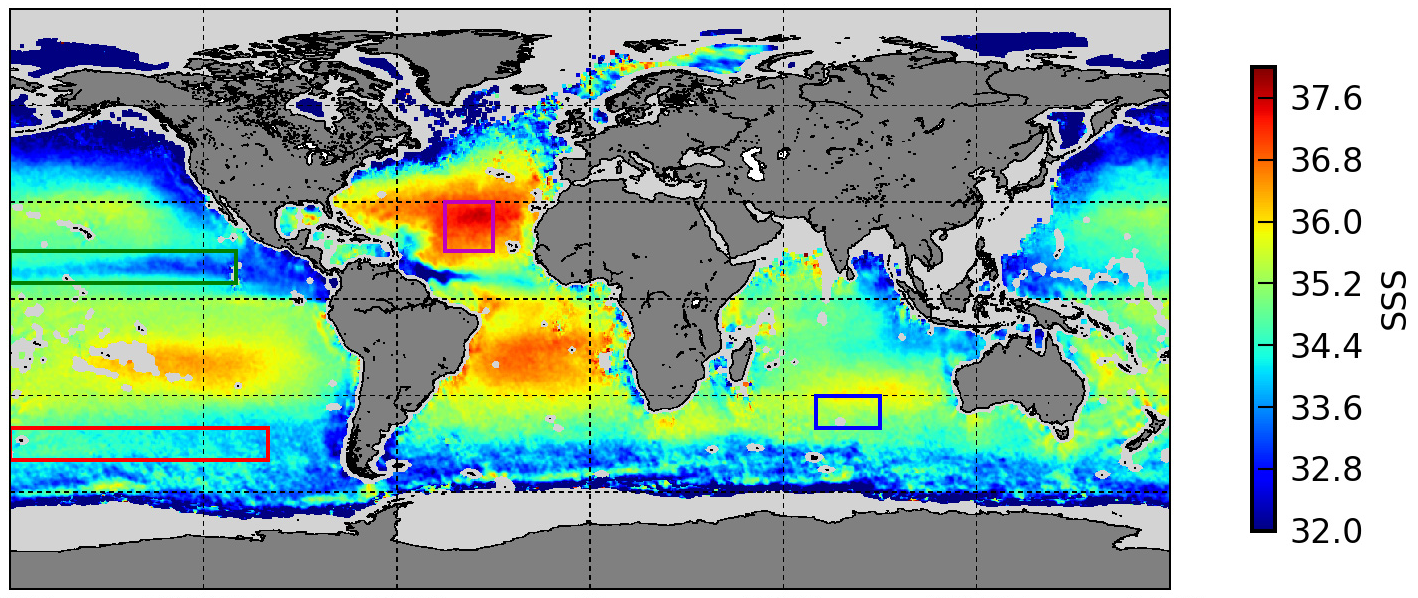
خريطة عالمية لملوحة سطح المحيطات، التي ينتجها الساتل سموس، وتتراوح الملوحة من 32% (الأرجواني الغامق) إلى 38% (أحمر فاتح)

هدف مهمة سموس هو مراقبة رطوبة التربة السطحية بدقة تصل إلى 4% (عند دقة مكانية تتراوح بين 35-50 كم). تُدار هذه الجوانب من خلال مشروع HYDROS. بينما يقوم مشروع Aquarius بمحاولة مراقبة ملوحة سطح البحر بدقة تصل إلى 0.1 psu (متوسط لمدة 10-30 يوم وبدقة مكانية تبلغ 200 كم × 200 كم).
رطوبة التربة تعتبر جانبًا مهمًا في منظومة المناخ وبالتالي في عمليات التوقعات. النباتات تبخر مياهًا من عمق أقل من متر واحد في العديد من المناطق، والأقمار الصناعية مثل سموس قادرة فقط على توفير محتوى الرطوبة على عمق بضعة سنتيمترات. ومع ذلك، باستخدام قياسات متكررة خلال اليوم، يمكن للقمر الصناعي تقدير رطوبة التربة بشكل تقديري. يأمل فريق سموس في وكالة الفضاء الأوروبية في التعاون مع المزارعين حول العالم، بما في ذلك وزارة الزراعة الأمريكية، لاستخدام معايرة مبنية على الأرض لنماذج تحديد رطوبة التربة، حيث يمكن أن يساعد ذلك في فهم أفضل لإنتاج المحاصيل على مستوى واسع.
بالنسبة لملوحة المحيطات، فهي ضرورية لفهم دور المحيط في المناخ من خلال دورة المياه العالمية. تحدد ملوحة المحيط جنبًا إلى جنب مع درجة الحرارة حركة المحيطات من خلال تحديد كثافتها وبالتالي الدورة الحرارية الملوحية. بالإضافة إلى ذلك، تعتبر ملوحة المحيط واحدة من المتغيرات التي تنظم امتصاص وإطلاق ثاني أكسيد الكربون وبالتالي لها تأثير على دورة الكربون البحري.
من المتوقع أن تساعد المعلومات الواردة من سموس في تحسين توقعات الطقس قصيرة ومتوسطة الأمد، ولها تطبيقات عملية في مجالات مثل الزراعة وإدارة موارد المياه. بالإضافة إلى ذلك، من المفترض أن تستفيد نماذج المناخ من وجود صورة أكثر دقة لنطاق وسرعة حركة المياه في مكونات دورة المياه المختلفة.
أُستخدم سموس لتحسين توقعات الأعاصير من خلال جمع بيانات سرعة الرياح على سطح الأعاصير باستخدام جهاز الراديومتر الميكروويف الجديد الذي يستخدمه، والذي يمكنه اختراق الغيوم الكثيفة المحيطة بالإعصار. ودُرست أعاصير مثل إعصار فلورنس وإعصار منغخوت وإعصار جيبي باستخدام سموس.

## روابط خارجية
- ESA – SMOS home page
- SMOS CESBIO page
- SMOS on eoPortal
- SMOS Project Germany نسخة محفوظة 14 يوليو 2016 على موقع واي باك مشين.
- SMOS Processor Prototype Page نسخة محفوظة 25 سبتمبر 2017 على موقع واي باك مشين.
- SMOS IFREMER Expert Centre
- SMOS Barcelona Expert Centre